# Relaciones Andorra-Canadá
Las relaciones Andorra-Canadá son las relaciones diplomáticas entre el Principado de Andorra y Canadá.

## Historia
Las relaciones entre Andorra y Canadá se establecieron en 1995. Según el Ministerio de Relaciones Exteriores de Canadá, la relación es "una relación basada en valores compartidos y un diálogo político mundial". El centro de cooperación entre los dos países está en las organizaciones internacionales en las que Andorra tiende a apoyar las propuestas canadienses y viceversa. Los dos países disfrutan de una estrecha cooperación en el marco de la organización francófona.
Los ciudadanos de Andorra pueden ingresar a Canadá libremente, sin visa, por un período de hasta seis meses. Por otro lado, los ciudadanos canadienses también pueden entrar a Andorra libremente y sin visado.

## Misiones diplomáticas
- Andorra esta acreditada ante Canadá desde su Misión Permanente ante las Naciones Unidas en la ciudad de Nueva York.[1]
- Canadá esta acreditada ante Andorra desde su embajada en Madrid, España.[2]